# 제임스 프랜시스 에드워드 키스
제임스 프랜시스 에드워드 키스(James Francis Edward Keith, 1696년 6월 11일 - 1758년 10월 14일)는 프로이센 왕국의 원수로 스코틀랜드 출신의 군인이다. 독일에서는 야곱 폰 카이트(Jakob von Keith)라고 불렸다. 7년 전쟁 동안 프리드리히 2세로부터 두터운 신뢰를 받은 장군 중 한 사람이다.

## 생애
1696년 제9대 마리샬 백작 윌리엄 키이스(1665년 – 1712년)와 제4대 퍼스 백작 제임스 드럼몬드의 딸 마리 드럼몬드(1675년 - 1729년)의 차남으로 스코틀랜드 피터헤드 근처의 인베루지 성(Inverugie Castle)에서 태어났다. 이름은 원래 잉글랜드 · 스코틀랜드 왕 제임스 2세와 두 번째 아내인 메리 오브 모데나의 아들 ‘대참칭자’고 제임스 프랜시스 에드워드 스튜어트를 따서 지은 것이다.
그와 형인 조지는 사학자이자 주교였던 친척 로버트 키스로부터 교육을 받았다. 제임스 키스는 이어 애버딘 대학교에 법관이 되기 위해 입학했다.
전통적으로 스튜어트 왕조와 밀접한 관계를 가지고 제임스와 그의 형 조지는 1715년과 1719년에 스코틀랜드에서 발발한 자코바이트 반란에 가담했다가 패배한 후 모든 칭호와 재산을 잃고 스코틀랜드를 떠나야 했다.

### 스페인
그후 키스는 프랑스 파리와 스페인 마드리드에서 가난과 무명의 나날을 보냈다. 스페인 군대에서 대령의 계급을 얻고 지브롤터 포위전에 참가했다고 말한다. 자신의 개신교 믿음이 승진을 막고 있는 것을 알 수 있었다. 국왕 펠리페 5세가 그를 러시아 황제 표트르 2세에게 추천하였고, 1728년부터 1747년까지 뮈니히 장군, 그리고 아일랜드인이며, 같은 자코바이트로 고향에서 쫓겨난 피터 라시 장군을 수행했다.

### 러시아
그는 여러 전쟁에서 자신의 본성인 침착하고, 현명하고 주의 깊게 행동하여 무용을 발휘했고, 러시아 군에서도 발군인 유능한 장군으로 뛰어나고, 관용 있는 민정 장관으로 명성을 얻었다. 예를 들어 1735년에서 1739년의 러시아의 오스트리아 터키 전쟁에서 오차키후 요새 공략전에서 전공을 올리다 부상을 당했다. 또한 러시아-스웨덴 전쟁의 빌만슈틀란 전투에서 라시 장군을 따라 스웨덴군을 물리치고, 1742년에 단기간 동안 존재했던 핀란드 왕국의 사실상의 지배자가 된다. 결국 우크라이나의 총독이 되었다. 한편, 이 전장에서 포로로 잡힌 에바 메르텐과 만나게 되었고, 평생 애정을 바친 아내가 되었다.
키스는 여제 안나 이바노브나의 총애를 얻어 여러 차례 표창을 받고 보병 대장에 임명되었다. 그러나 여제가 훙거한 1740년 이후 운명은 암전되었다. 뒤를 이은 여제 옐리자베타 페트로브나의 추궁과 부재상 베스투제프의 음모에서 벗어나기 위해 그는 스스로 탄원서를 내고, 1747년 7월에 사직을 인정받았다.

### 프러시아(프로이센)
사임 직후 러시아를 떠나 프로이센 왕국의 국왕 프리드리히 2세에게 임관을 청원했다. 프리드리히 2세는 높은 교양을 갖춘 경험이 풍부한 키스를 환영했고, 1747년 9월 18일에 원수로 임명했다. 또한 1749년에는 베를린 총독이 되었고, 형 조지와 함께 프리드리히 2세로부터 강한 신뢰를 얻는다.

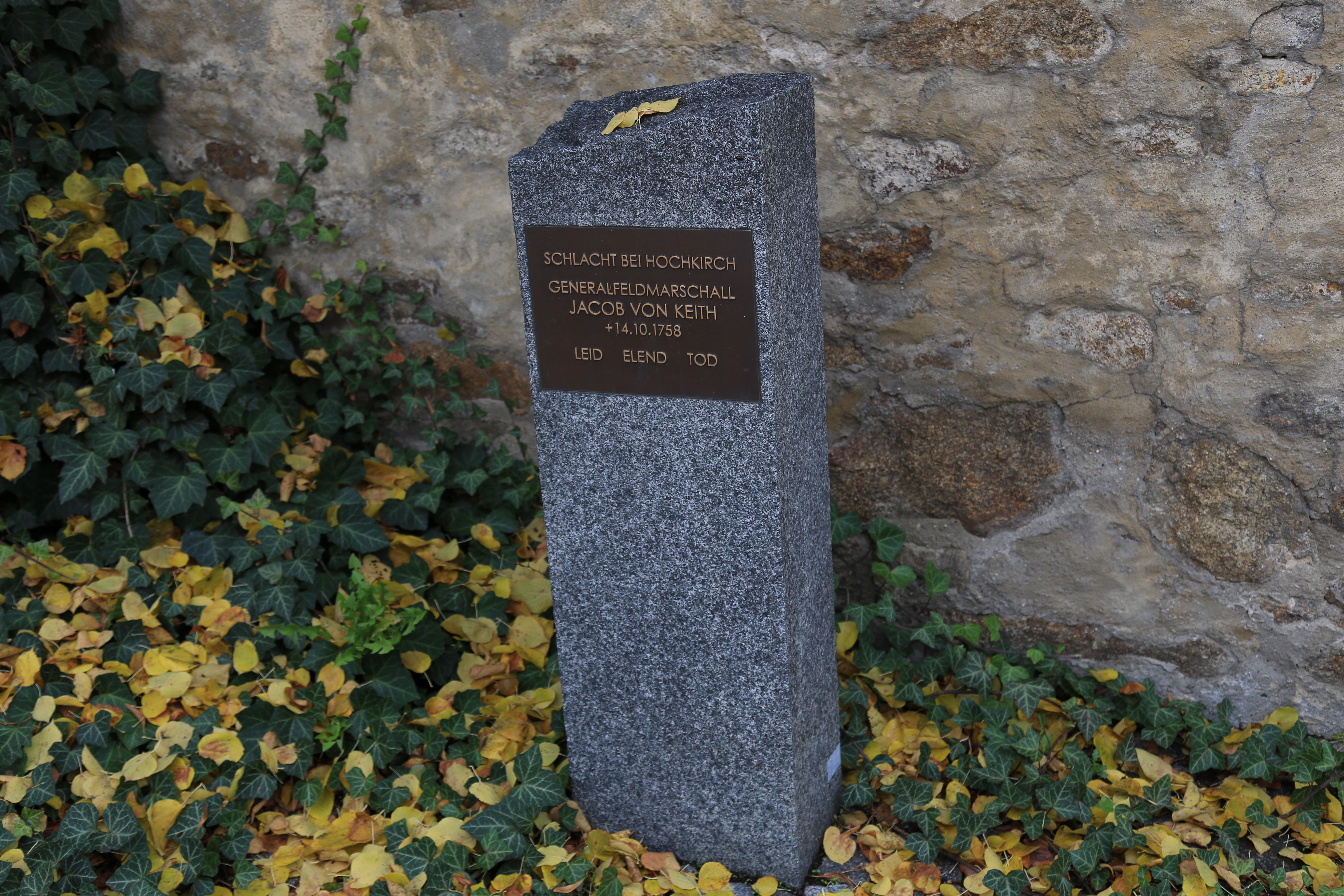
호크키르히의 묘지 터

1756년, 7년 전쟁이 발발하자 키스는 즉시 상급 지휘관을 맡게 되었다. 러시아 제국에서 얻은 명성과 더불어 기회가 있을 때마다 그의 신중함과 재능뿐만 아니라 결단력과 민첩한 행동을 과시하며 피르나 공성전, 로보지츠 전투에서 활약했다. 1757년에는 프라하 전투에서 프러시아 군대의 일부를 이끌고 적군을 포위하는데 성공한다. 그후, 우세한 적세로부터 라이프치히의 도시를 지키며, 로스바흐 전투에도 참가했다. 프리드리히 2세가 로이텐 전투에서 싸우고 있는 사이에 보헤미아의 약탈을 지휘하기도 했다.
1758년이 되면서 건강이 악화된 그는 실패를 거듭한다. 실패로 끝난 모라비아 침공 이후 일단 지휘권을 반납했다. 같은 해 가을에 복귀하여 안할트 – 데사우 후자 모리츠 왕자와 다른 장군들과 함께 10월 중반 용병술 상 매우 위험한 호크키르히에 포진하려고하는 국왕을 단념시키려고 노력했지만 실패로 끝났다. 결국 오스트리아군이 내습하여 10월 14일에 호크키르히 전투가 벌어졌고, 그날 밤에 상처를 입고 전사했다.
일단 호크키르히에 묻힌 키스는 반년 후 베를린 위수 교회 묘지로 이장되었다. 호크키르히의 묘지 터에 기념비가 남아 있다.

## 참고 문헌
- Sam Coull: Nothing but my sword: the life of Field Marshal James Francis Edward Keith. Edinburgh: Birlinn, 2000 ISBN 1-84158-024-4
- KA Varnhagen von Ense: Leben des Feldmarschalls Jakob Keith. Berlin, 1844
- James Keith: A Fragment of a Memoir of Field-Marshal James Keith, written by Himself, 1714–1734; edited by Thomas Constable for the Spalding Club. Edinburgh, 1843
- -- von Paczyński-Tenczyn: Lebensbeschreibung des General-Feldmarschalls Keith. Berlin, 1889 (with a second ed. (Berlin, 1896) on the occasion of the bicentenary of Keith's birth)
- Peter Buchan, An historical and authentic account of the ancient and noble family of Keith, Earls Marischal of Scotland, from their origin in Germany down to 1778, including a narrative of the military achievements of James Francis Edward Keith, Field-Marshal in Prussia .... Peterhead, 1820
- Peterheadian (i.e., Norman N. Maclean): Memoir of Marshal Keith, with a sketch of the Keith family. Peterhead, 1869
- C. F. Pauli: Leben grosser Helden des gegenwärtigen Krieges. Thl. 4. Halle, 17--
- J.-H. Formey: A discourse on the death of Marshal Keith, read before the Royal Academy of Sciences at Berlin, translated from the French original. Edinburgh, 1764
- Anon: An Elegy on the universally lamented death of his excellency James-Francis-Edward Keith, Field Marshal in the armies of the King of Prussia, &c. &c. &c. n.p., ca. 1758